# 横浜市大倉山記念館
横浜市大倉山記念館（よこはましおおくらやまきねんかん）は、神奈川県横浜市港北区の大倉山公園内に位置する文化施設である。主に音楽会や美術展などに利用されている。

## 沿革
1981年（昭和56年）3月31日に大倉精神文化研究所は敷地を横浜市に売却、研究所本館を横浜市に寄贈した。
横浜市は土地を公園として整備、建物を改修し、1984年（昭和59年）10月27日に「横浜市大倉山記念館」として開館。
建物は1991年（平成3年）11月1日に横浜市指定有形文化財に指定された。
大倉山ドキュメンタリー映画祭の開催地である。

## 建物

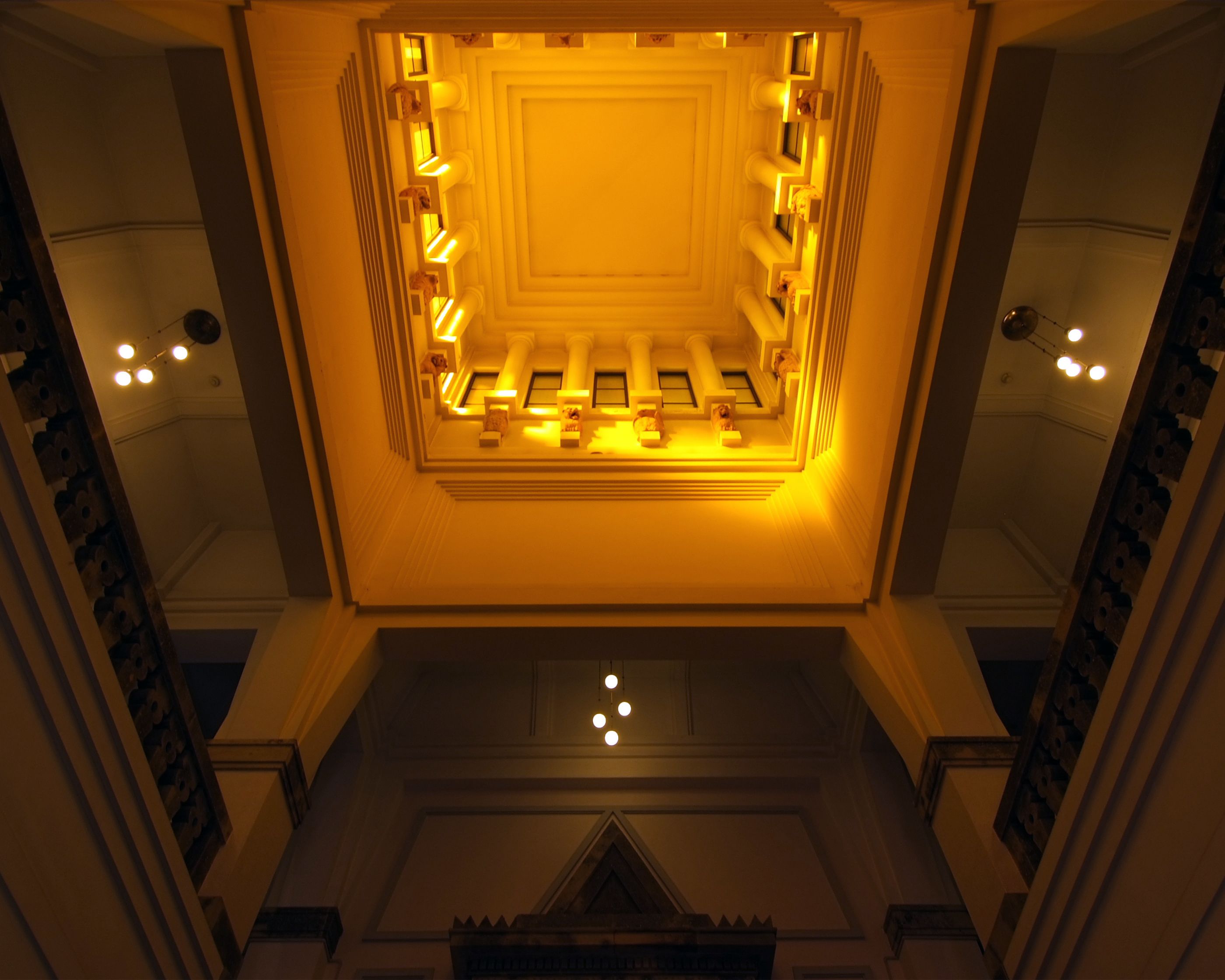
エントランスホールより吹き抜け天井を見上げる

横浜市指定有形文化財に指定されている現在の建物は、1932年（昭和7年）4月9日、大倉精神文化研究所の本館として竣工された。設計者は長野宇平治で、旧北海道銀行や旧日本銀行広島支店など古典主義建築の第一人者として有名。建物は東西文化の融合を建築理念の中心に据え、クレタ・ミケーネ様式（プレヘレニック様式）を採用。ギリシャ神殿風の西洋的外観と東洋的な木組み内装である。
建設は竹中工務店が担当し、竣工当時は真空式低圧蒸気暖房装置や水洗トイレ、給湯装置を完備した最新設備であった。総費用は約70万円、建物工事45万9356円18銭で、現在なら数十億円に相当する。
館は以下の5棟から成り、それぞれに創設者・大倉邦彦の理念を配したつくりとなっている。
1. 高さ25.5メートルの塔がある中央館
エントランスホールは人間の「心の間」を表し、約21メートルの吹き抜け天井の上部には薄褐色のステンドグラス、東京美術学校教授・水谷銕也による鷲と獅子の彫刻がある。
2. 殿堂（現在のホール）
宇宙全体の中の自己を自覚する場。現在は、ホールとして音楽会や講演会に利用されている。収容人数は80名。
3. 回廊（現在のギャラリー）
座禅堂として利用。現在は、ギャラリーとして美術の展示等に利用されている。
4. 東館
図書館。当時は米国製の最新書架で、書籍運搬用のリフト・乾燥空気の送風装置を備える。現在は図書閲覧室および大倉精神文化研究所の研究室。
5. 西館
旧研究室。知性・教養を司る場とされた。現在、第1～10集会室として公開、利用されている。

また、1階中央階段裏には、「留魂礎碑」がある。これは創設者の遺志を尊重し、1930年（昭和5年）4月9日に挙行された鎮礎式において、本館中央の地下30尺（約9メートル）に埋められた「留魂碑」を記念するものである。「留魂碑」の碑面は次の通りである。
（碑面）
一、人が人として宇宙人生の正法に安住せん事を念願す
一、人が国民として天孫中心の君国を永遠ならしめん事を念願す
一、人が業人として自他の存続発展を基調とせん事を念願す
一、一国思想の源泉は宗教と教育とにありと信じ是を建立す
　　　　皇紀二千五百九十年　　　　　　大倉邦彦

## 各部屋の案内
※（）内は旧
- 1階
記念館事務室（読書室、宿直室）／第10集会室（食堂）／第9集会室（談話室）／第8集会室（研究所事務室）／第7集会室（製本室）／留魂礎碑（中央階段裏）

- 2階
ピロティー／エントランスホール／図書館閲覧室（司書室）／ロビー（目録室）／第1集会室（閲覧室）／第6集会室（所長室）／ギャラリー（回廊）

- 3階
ホール（殿堂）／第2、3集会室（研究室）／第4集会室（講義室）／第5集会室（応接室、貴賓室）

## 交通アクセス
- 最寄駅
  - 東急東横線大倉山駅から徒歩7分。